# 자가수정
자가수정(Autogamy)은 한 개체에서 비롯되는 2개의 생식자의 융합이다. 자가수정은 주로 수많은 속씨식물의 생식 구조인 자가수분(self-pollination)의 형태로 관찰된다. 그러나 원생생물에게서도 생식의 목적으로 자가수정을 이용하는 것이 관찰된다.

## 같이 보기
- 처녀생식
- 근친교배
- 자웅이숙